# UTC-07:00

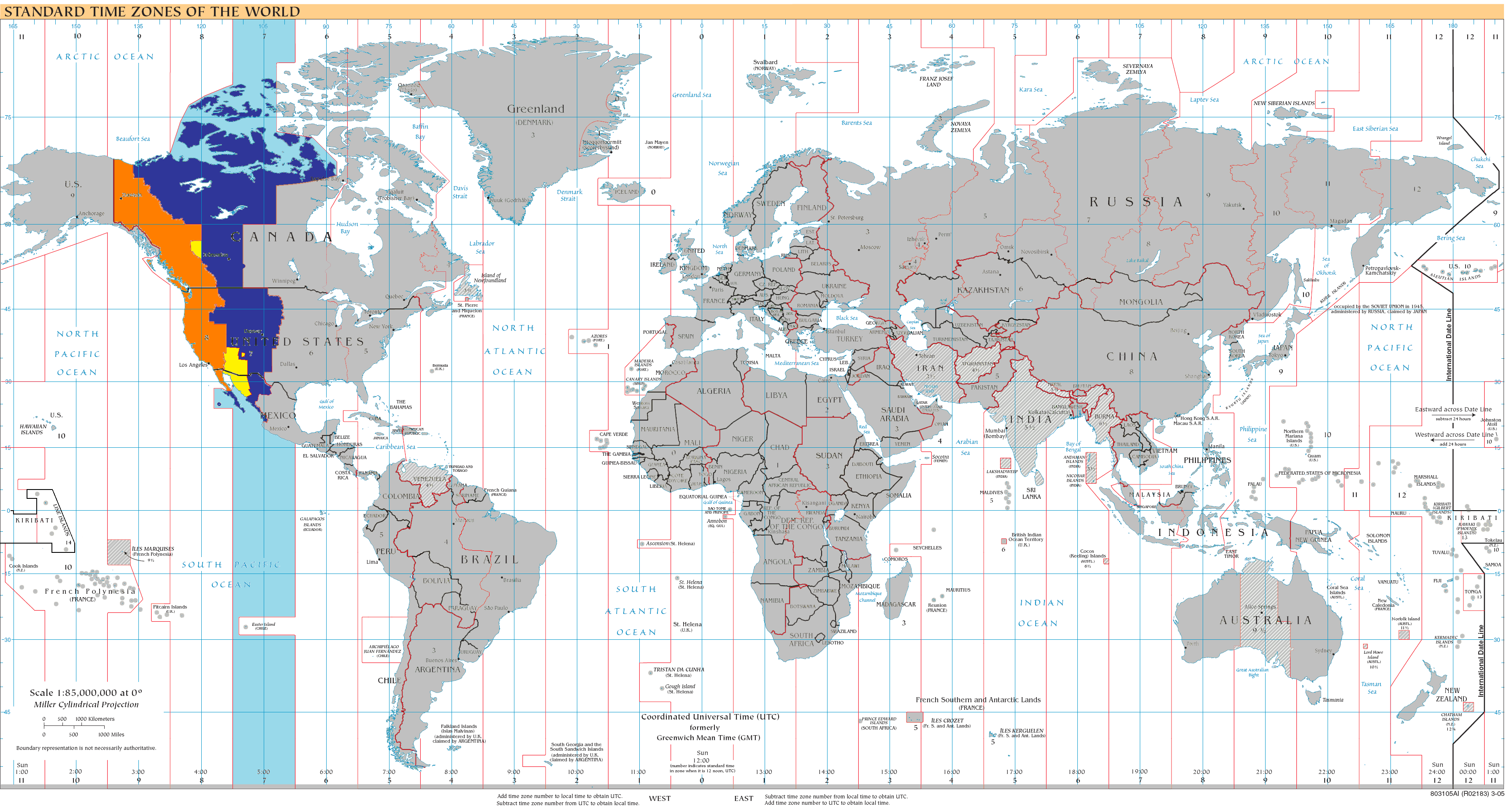
Mapa de UTC-07:00

UTC-07:00 es el trigésimo cuarto huso horario del planeta cuya ubicación geográfica se encuentra en el meridiano 105 oeste. Aquellos países que se rigen por este huso horario se encuentran 7 horas por detrás del meridiano de Greenwich.

## Hemisferio norte

### Países que se rigen por UTC-07:00 todo el año
| Abreviatura | Nombre Completo                                      | País |
| ----------- | ---------------------------------------------------- | --- |
| MST         | Hora Estándar de la Montaña (Mountain Standard Time) | Canadá - Columbia Británica - Creston - Distrito Regional de Peace River (excepto Fort Ware) - Municipio Regional de las Montañas Rocosas del Norte - Yukón Estados Unidos - Arizona (excepto la Nación Navajo) México - Baja California Sur - Nayarit (excepto Bahía de Banderas) - Sinaloa - Sonora |

### Países que se rigen por UTC-07:00 en Horario Estándar
| Abreviatura | Nombre Completo                                      | País |
| ----------- | ---------------------------------------------------- | --- |
| MST         | Hora Estándar de la Montaña (Mountain Standard Time) | Canadá - Alberta - Columbia Británica - Cranbrook - Golden - Invermere - Nunavut - Kugluktuk - Cambridge Bay - Saskatchewan - Lloydminster - Territorios del Noroeste Estados Unidos - Arizona - Nación Navajo - Colorado - Dakota del Norte (partes sur y oeste) - Dakota del Sur (parte oeste) - Idaho (excepto los condados de Benewah, Bonner, Boundary, Clearwater, Kootenai, Latah, Lewis, Nez Perce, Shoshone y parte del norte del estado) - Kansas - Greeley - Hamilton - Sherman - Wallace - Montana - Nebraska (parte oeste) - Nuevo México - Oregón - Condado de Malheur (parte) - Texas - Condado de Hudspeth - El Paso - Condado de Culberson (parte) - Utah - Wyoming México - Chihuahua - Ascensión - Guadalupe - Janos - Juárez - Praxedis G. Guerrero |

### Países que se rigen por UTC-07:00 en Horario de Verano
| Abreviatura | Nombre Completo                                     | País |
| ----------- | --------------------------------------------------- | --- |
| PDT         | Hora de Verano del Pacífico (Pacific Daylight Time) | Canadá - Columbia Británica (excepto Cranbrook, Creston, el Distrito Regional de Peace River, Golden, Invermere y el Municipio Regional de las Montañas Rocosas del Norte) Estados Unidos - California - Idaho - Benewah - Bonner - Boundary - Clearwater - Kootenai - Latah - Lewis - Nez - Parte del norte del estado - Perce - Shoshone - Nevada - Oregón - Condado de Malheur (parte) - Washington México - Baja California |